# José Roberto Guimarães
José Roberto Lages Guimarães, meglio noto come Zé Roberto (Quintana, 31 luglio 1954), è un allenatore di pallavolo ed ex pallavolista brasiliano.
È il commissario tecnico in carica della nazionale brasiliana femminile. È l'unico allenatore al mondo campione olimpico con le nazionali di entrambi i sessi: con la nazionale maschile a Barcellona 1992 e con la nazionale femminile a Pechino 2008 e a Londra 2012.

## Carriera

### Giocatore
La carriera da giocatore di José Roberto Guimarães inizia nel 1967 tra le file del Rande Esporte, squadra di Santo André. In seguito la società cambia nome, prima in Aramaçan, poi in Pirelli, dove José Roberto Guimarães gioca come palleggiatore dal 1979 al 1982. "Probabilmente questa fu la ragione per cui sono diventato allenatore. Il palleggiatore è il giocatore che mantiene il contatto con tutta la squadra. È più facile per lui abituarsi allo stile d'attacco di altri giocatori, cosa che gli permette di avere una migliore visione di gioco e crea un rapporto più stretto con l'allenatore" spiegherà in seguito. Dopo l'esperienza al Pirelli, gioca in diverse squadre brasiliane, tra cui il Minas Tênis Clube con cui vince uno scudetto, e per due anni anche nel campionato italiano di A2, nel  Marcolin Belluno. Conclude la sua carriera da giocatore nel 1988, dopo aver trascorso una stagione all'ASBAC.
Come giocatore della nazionale, ha vinto due campionati sudamericani consecutivi e ha preso parte alle Olimpiadi di Montréal 1976.

### Allenatore
Nel 1988 inizia la sua carriera da allenatore nella squadra femminile dell'Eletropaulo. Nei tre anni successivi, allena il São Caetano, con cui conquista uno scudetto. Nel frattempo è assistente tecnico di Paulo Roberto de Freitas nella nazionale maschile. Nel 1991, inizia ad allenare le nazionali giovanili del Brasile, conquistando la medaglia d'argento al mondiale pre-juniores femminile 1991.
Diventato primo allenatore della nazionale maschile, ottiene dei buoni risultati con la Seleção, tra cui l'oro olimpico a Barcellona 1992.
Dopo aver concluso il suo ciclo in nazionale, allena la squadra maschile del Banepsa, con cui vince la superliga. La stagione successiva è al club femminile del Dayvit, con cui conclude la superliga al quinto posto. Nel 1996 lascia il mondo del volley per diventare manager nella squadra di calcio del Corinthians.
Nel 2000 ricomincia l'attività di allenatore di pallavolo nella squadra di Osasco, con cui vince tre edizioni della Superliga, oltre a diversi titoli statali ed internazionali.
Nel 2003 diventa allenatore della nazionale brasiliana femminile, prendendo parte al progetto di rinnovamento della Seleção. In questi anni vince numerosi titoli, tra cui due ori olimpici a Pechino 2008 e a Londra 2012.
Tra il 2006 e il 2009 è allenatore della Robursport Pesaro, con cui vince due scudetti, una Coppa Italia, due Supercoppe e la Coppa CEV 2007-08, mentre fra il 2010 e il 2012 allena il club turco del Fenerbahçe SK, con cui si aggiudica uno scudetto, una Supercoppa e la Champions League 2011-12.
A partire dalla stagione 2012-13 torna in Brasile, alla guida del Campinas Voleibol Clube, per due annate. Nel 2016 torna ad avere il doppio incarico, diventando allenatore del Barueri, club col quale raggiunge la Superliga Série A partendo dalla terza divisione nazionale.

## Palmarès

### Club
Giocatore
- Campionato brasiliano: 1

1984
Allenatore
- Campionato italiano: 2

2007-08, 2008-09
- Campionato brasiliano: 1

1996-97
- Campionato brasiliano: 4

1991-92, 2002-03, 2003–04, 2004–05
- Campionato turco: 1

2010-11
- Campionato Paulista: 6

1992, 2001, 2002, 2003, 2004, 2005
- Coppa San Paolo: 2

2004, 2005
- Salonpas Cup: 3

2001, 2002, 2005
- Coppa Italia: 1

2008-09
- Supercoppa italiana: 2

2006, 2008
- Supercoppa turca: 1

2010
- CEV Champions League: 1

2011-12
- Coppa CEV: 1

2007-08
- Torneo Top Volley: 1

2004

### Nazionale (competizioni minori)
Allenatore
Nazionale maschile
- Giochi panamericani 1991
- World Top Four maschile 1992

Nazionale femminile
- Campionato mondiale pre-juniores 1991
- Montreux Volley Masters 2003
- Trofeo Valle d'Aosta 2004
- Montreux Volley Masters 2005
- Trofeo Valle d'Aosta 2005
- Montreux Volley Masters 2006
- Trofeo Valle d'Aosta 2006
- Coppa panamericana 2006
- Giochi panamericani 2007
- Final Four Cup 2008
- Montreux Volley Masters 2009
- Coppa panamericana 2009
- Coppa panamericana 2011
- Giochi panamericani 2011
- Montreux Volley Masters 2013
- Giochi panamericani 2015

### Premi individuali
- 2003 - CBV: Miglior allenatore
- 2006 - Coppa panamericana: Miglior allenatore
- 2008 - Brasile: Miglior allenatore di sport di squadra
- 2013 - Comitato Olimpico: Miglior allenatore dell'anno
- 2014 - World Grand Prix: Miglior allenatore
- 2014 - Campionato mondiale: Premio Fair Play